# 五味一男
五味 一男（ごみ かずお、1956年8月10日 - ）は、演出家、プロデューサー、著作家、作詞家、漫画原作者。
公益財団法人読売日本交響楽団評議員。ほか肩書きは日テレアックスオン執行役員・ジェネラルクリエイター、日本テレビ放送網（株）前上席執行役員・編成局および制作局エグゼクティブ・ディレクター・プロデューサー。

## 概要
血液型はO型。テレビの演出家、プロデューサーとして、かつて担当していた6番組のうち5番組の視聴率が20％超えて次々と大ヒット番組として話題に。合計100%を越えることから「視聴率100％男」とも呼ばれた。また自身の著書のタイトルにもなっている「視聴率男」「生涯打率No.1」などと取材されるとき見出しで使われることが多い。
五味が生み出したテレビ番組制作の発明は数々あり「『24時間テレビ 「愛は地球を救う」』の24時間マラソン導入、日本武道館のエンディングでZARD「負けないで」の感動ゴール演出」「フライングスタート」「芸人のネタの中に台詞テロップを多用」などあげられる。その手法は講演会、著書、インタビュー内で度々「五味理論」として緻密な演出術を明かしている。ポリシーとして「視聴率は親切率」が信念にある。

## 略歴
長野県諏訪郡富士見町出身。早稲田大学中退後、日本大学藝術学部放送学科卒業。早稲田大学に入学したものの映画界志望だったため、日本大学藝術学部に転学、卒業。
1979年4月：東映入社。CM部に配属。CM映画界で市川準に師事。
1987年4月：日本テレビ放送網（株）に入局。営業局CM制作部に配属。1988年2月：新しいクイズをつくるプロジェクトに加わるため芸能局に異動。1993年：制作局チーフディレクター。1997年：編成局企画担当兼務。2001年：編成局企画部長就任。
2003年：編成局エグゼクティブディレクター就任。『エンタの神様』で現場復帰。

## 人物・逸話
- 小学校入学前にIQ150以上と判定された[3]。
- 日本大学藝術学部では君塚良一、家田荘子らとともに映画製作集団で『虚飾の神話』『暗闇の剥製』などの前衛映画を作っていた[4]。
- 鈴木清順監督の『ツィゴイネルワイゼン』にもスタッフとして参加していた[5]。
- 映画監督・CM監督の市川準に師事しCMディレクターとして活躍していたが、1987年、4000倍の競争率の中、日本テレビにトップで合格[2]。その採用にかかった全額から「1億円の男」と呼ばれる[5]。
- 入社試験の時に「いまの日本テレビをどう思う?」と聞かれて「フジテレビにかなり遅れを取ってると思います」と答えた。フジテレビと同じことをすることではなく、フジテレビの華やかさを日テレ流にするため入社後、クイズ番組に興味はなかったが、社内で立ち上がったばかりの『日本テレビクイズプロジェクト』に参加。当時の日本テレビはクイズ番組でレギュラーのヒット番組が1本も無く、王東順が手がける『なるほど!ザ・ワールド』のスタジオから世界に展開する派手で華やかな部分を見習い、『クイズ世界はSHOW by ショーバイ!!』を思いついた[6]。入社1年目にして“魔の不毛地帯”と呼ばれた水曜8時のテコ入れとして『クイズ世界はSHOW by ショーバイ!!』を手がけて成功[2][7]。
- 土曜日の8時の『加トちゃんケンちゃんごきげんテレビ』（TBS）、『ウッチャンナンチャンのやるならやらねば!』（フジテレビ）といった人気番組が並ぶ苦戦していた時間帯に90年代を代表するクイズ番組『マジカル頭脳パワー!!』を手掛ける。幅広い世代が同じ問題に取り組めるスタイルが話題となって視聴率31.6％を記録（1996年5月2日放送）。五味は“小学1年生でも解ける”をキーワードに連想ゲーム「マジカルバナナ」をはじめ、新コーナーの考案、問題作成等に深く関わる[8]。以後『投稿!特ホウ王国』、『速報!歌の大辞テン!!』『週刊!ストーリーランド』『エンタの神様』などを企画・演出しいずれも高視聴率の人気番組に育て上げた。こうして次々とヒット番組を産み出すことからテレビ業界では「視聴率男」「生涯打率 NO.1」と呼ばれ注目される存在である。番組放送中のクライマックスシーンの所でCMを挿入する手法（山場CM）を取り入れたり、スーパーを多用したり等の今のテレビ番組では当たり前の様になった手法を最初に取りいれた人物として知られる。その手法は現在のバラエティー番組・ドキュメント番組等に多大な影響を与えた。また、フライングスタートを導入したことでも知られる。さらに、番組をコンセプトから創りあげる「五味理論」はテレビ業界を超え「ビジネス界」でも知られている[7]。
- 1992年に総合演出を担当した『24時間テレビ15「愛の歌声は地球を救う」』ではメイン司会にダウンタウンを起用、数々の生チャレンジ企画や、初の24時間マラソンを導入し間寛平を起用。五味が担当する前年の1991年は6.6％だった平均視聴率を17.2％に急伸させた[2]。その後、1997年まで6年にわたり総合演出を担当、2006年から2011年まで監修を務めた。また、『SMAPシークレットX'masパーティー』など局を挙げた大型特番の総合演出を何本も担当。いずれも高視聴率を記録した。この頃、五味は「日テレの天皇」と呼ばれるようになった[5]。
- 『マジカル頭脳パワー!!』のヒットに甘んじない五味は正反対のモノを作ろうと『最強の頭脳 日本一決定戦! 頭脳王』を思いつく。小学校1年生でもわからないとダメな『マジカル頭脳パワー!!』と両極が東大生でも分からないもの。加えて「東大医学部首席」や異次元の人を作り上げることで、“びっくり天才ショー”に仕立て自ら築いたクイズ番組のアンチを思いついた[9][7][8]。
- その後、編成部企画部長に就任し、『ごくせん』の企画編成などを現場に指示しヒットにつなげた後、『エンタの神様』で現場復帰し企画・総合演出・プロデュースを担当。青木さやか、陣内智則、アンジャッシュ、波田陽区、サンドウィッチマン、摩邪、小梅太夫、桜塚やっくん、カンニング、スリムクラブ、東京03、ラバーガール、ヒライケンジ、にしおかすみこ、NON STYLE、エド・はるみ、などの芸人を次々と輩出し若手お笑いブームの牽引車的番組にする。
- ヒットを生むための「五味理論」はテレビ業界だけにとどまらず、「リクルート」「アサヒビール」「Yahoo!」「バンダイ」「セブン-イレブン」「ソフトバンクモバイル」など一般企業からも求められ、各社の講演の中で語っている[3]。また「大前研一のアタッカーズ・ビジネススクール」にてメガヒット企画発想講座の講師も担当する[10]。
- 秋元康とは数回トークショーを行っていて、ユニクロの柳井正とともに最も尊敬する人の一人と公言している[11]。
- 数々の番組の成功と国際的にも『マジカル頭脳パワー!!』や『SHOW by ショーバイ!!』などの番組フォーマット権を世界15カ国に販売した実績で2007年6月28日付で、日本テレビ史上最年少で執行役員に就任[12][13]。
- 『朝日新聞』『読売新聞』『毎日新聞』『産経新聞』などの新聞や雑誌でコラムやエッセイを連載した経験があり、作家としても定評がある。
- 『週刊少年サンデー』（小学館）では2013年17号から2014年31号まで推理漫画『超推脳KEI 摩訶不思議事件ファイル』の原作も担当している[14]。
- 2008年6月27日付で最年少で上席執行役員（企画・演出指導・育成担当）に就任[15]。2012年6月から日テレアックスオン取締役副社長に就任。2017年6月1日付でジェネラルクリエイター執行役員に就任。
- 親戚に五味廣文（元金融庁長官）、畑中浩一（元パナソニック社長）がいる[16]。
- 2020年、次長課長・河本準一、タカアンドトシ・トシ、オリエンタルラジオ・藤森慎吾は自身のYouTubeチャンネルで『#すごいぞ五味さん』特集として称して各自で五味ロジック、制作のこだわりを発表している[17]。

## 特徴・五味ロジック
- 五味が大切にする番組作りは？と聞かれて「自分が面白いと思う前に、他のより多くの視聴者を引き付けるものは何かを考えることが大事だ」と答えている[18]。
- 良いクイズの三原則は「考えたくなるような興味をそそる」「誤答のバリエーションが多い」「正解を聞いたあとに、なるほどと納得する」としている[5][19]。
- 『エンタの神様』はネタ番組の中では高視聴率を維持し、一般人を対象としたQレイト（番組質）調査において民放の番組の中でトップクラスにいる。ただしネタの長短が極端に異なる、テロップを表示する、動きの少ない漫才を否定してコントに作り変える、芸人のネタを自ら作るなどの大胆な演出のため一部では否定的な声もある。それでも吉本興業やプロダクション人力舎を初めとするほとんどの芸能事務所が五味の言うことを聞き入れるのは、五味がプロデュースすると営業他の単価が飛躍的にアップするからである[20]。
- 2013年10月8日付の「スポーツ報知」にて、交通事故に遭い他界した桜塚やっくんの名付け親として紹介され、やっくんに対して「ご冥福をお祈りします、だけで締めくくりたくない。もう一度、チャンスをあげたい。『生まれ変わって芸人になったら、天下を取れよ』と言ってあげたい。」とコメントしている。小梅太夫も名づけの親[7]。
- 2014年7月放送の『ウラカタ』に出演。森圭介アナが「五味さんにとって御自分の作られた番組ってどんな感じなんですか？」と聞くと「すべての番組が竜宮城のように楽しいもの」とコメント。森アナが「じゃあ玉手箱がいっぱいありますね？」と返すと「そうか… 開けたら即死だね」と答え、笑いを誘った。[21]
- 2017年9月放送の『AKBINGO』にVTR出演。「なぜウーマンラッシュアワーがエンタに出演できないんですか？」という質問に対し「出演してほしいんだけど、村本くんがあまり言うことを聞かないらしいんで…」と答える。これに対し村本は「そんなことはありません。言うこと聞きます。車も洗いますから。」と出演を熱望した[22]。
- 『全国高等学校クイズ選手権』の総監修を2008年から2012年の5年間担当。初回からの流れを一気に変え、新たに「知の甲子園」をコンセプトに据え、視聴率17.5％を獲得[16][8]。高偏差値に偏りすぎという批判もあったが、2013年に五味が番組から離れ「知の甲子園」のコンセプトがなくなると、徐々に視聴率が下降していくことになる[23]。

### 評価
- 2013年3月放送のABCテレビ『漫才歴史ミステリー 笑いのジョブズ』でカンニング竹山が「エンタ出演当時は五味さんの言われた通りにやっていた。そうしたら視聴率が上がっていった」と告白し、東野幸治は「賛否両論はあるにせよ、五味さんのテレビにおける功績は偉大だ」と語った。
- 『日テレ系音楽の祭典 ベストアーティスト』『24時間テレビ』『高校生クイズ』など、低迷した特番をダイナミックに変える演出は、賛否両論あるものの、いずれも視聴率を倍増する結果になっている。それに対し五味本人は「日経MJ」の取材に対して「視聴率を決めるのは放送局ではなくあくまでも視聴者の皆様。私の支持者はサイレントマジョリティー（一部の極端な意見を言う人ではなく、大多数の一般的な人々）です。」と語っている[23]。2011年に企画総監修し現在も継続している『頭脳王』でも15.8%という視聴率を獲得している[5]。
- アンジャッシュはエンタの神様15周年のインタビューにて、「台詞をテロップで入れるのが耐えがたく朝まで喧嘩した」と番組の手法には反感があったことを述べた一方で、「五味さんにはテレビというものを徹底的に叩き込まれた。そのおかげでご飯が食べられるようになった」と感謝の意を述べている[24]。
- 福澤朗は五味から『SHOW by ショーバイ!!』時代に「声を上げないふつうの視聴者、サイレント・マジョリティが一番怖い」「続いては○○のコーナーでーすと（語尾を）伸ばすな、伸ばすとまわりがワアーッ！とやりたくなって時間の無駄」「以上、○○のコーナーでしたの『以上』はNG、ザッピングチャンスになるから」と教わったと述べている[25]。
- サンドウィッチマンは、2018年7月9日放送の『ZIP!』で【自分の人生を変えてくれた人は俺達を発掘してくれた五味さん】と伊達、冨澤ともに答えている。このことは二人の著書『敗者復活』でも言及している[26]。名作コント「ピザの宅配」は五味の指導があって出来たものでネタは大ウケ。「エンタの神様」放送が終わると他番組から出演依頼が相次いだ[27]。
- 『チコちゃんに叱られる!』を手掛けた小松純也は若い頃、どうしても歯が立たないと思っていたのが五味と言及している。「五味さんの手がける番組は、家族のだんらんにつながる仕組みが企画のなかに確立されている。家庭のテレビをゲーム機に変えた。さらに番組の盛り上がりが最高潮になった時にCMをはさむヤマ場CM、テレビで当たり前となっている字幕テロップを多用し始めたのも五味さん。技術的なことも含め、こうした五味の方法論は、テレビ業界だけでなく、ヒット商品を生みたい企業に五味理論として脈々と伝わっている」と評する[28]。
- 東京03は『エンタの神様』において全て五味が提案したオチに文句を言わなかった。自分たちのセンスより五味が見せる数字のロジックをリスペクトしていたという[29]。
- 伊集院光は自信家の五味をひどく嫌っており、自身のラジオ番組で批判した際に「ゴミのような番組を作るワンマンプロデューサー」と言っていた。

## 趣味・特技
- 幼い頃から「不思議な現象」や「マジック」などに興味がありミスターマリックとは親交が深い。いくつかの番組でも起用し、プロデュースしている。松尾幻燈斎（まつおげんとうさい）、栗間太澄（くりまたすみ）の名付け親でもある。自身でも10個のサイコロをコップの中で振って立てられるなどの特技をもっている。
- 学生時代はゲーム好きで『スペースインベーダー』の東京地区記録チャンピオンになった[13]。
- 好きな音楽は「R&B」で80年代は六本木のクラブに通いダンサーをしていた。
- 好きな監督はスタンリー・キューブリック、黒木和雄、伊丹十三、佐藤嗣麻子など[13]。
- 影響を受けた人は市川準、スタンリー・キューブリック、秋元康、柳井正[13]。

## 担当番組

### 日本テレビ系列
- 『クイズ世界はSHOW by ショーバイ!! → 新装開店!SHOW by ショーバイ!! → 新装開店!SHOW by ショーバイ2』（ディレクター → 企画、総合演出）
- 『マジカル頭脳パワー!!』（企画、総合演出）
- 『投稿!特ホウ王国 → 1億3000万人の投稿!特ホウ王国2』（企画、総合演出）
- 『スーパージョッキー』（ディレクター）
- 『速報!歌の大辞テン』（企画、総合演出→企画部長後に企画のみ→2025年復活版は企画、総合演出）
- 『週刊ストーリーランド』（企画、総監修）
- 『¥マネーの虎』（演出監修）
- 『日本テレビ音楽の祭典』（企画、総合演出）
- 『平成あっぱれテレビ』（企画、総合演出）
- 『4時間クイズスーパースペシャル → スーパークイズスペシャル』(企画、総合演出)
- 『別れてもチュキな人』（企画監修）
- 『エンタの神様』（企画、総合演出）
- 『仮面の告白』（企画、総合演出）
- 『人間ドックで大発覚!芸能人の病気公開告知スペシャル!!「史上初本人に知らされてない病名を衝撃の生告知」』（監修）
- 『24時間テレビ』（総合演出 → 監修）　※総合演出は計6回[13]
- 『輝け!2005年お笑いネタのグランプリ』（企画、総合演出）
- 『1億3000万人が選ぶ!ベストアーティスト』（企画、監修）
- 『天国あるいは地獄』（企画）
- 『ザ・レッドゲーム』（企画）
- 『日本一簡単なチャレンジ倶楽部』（企画）
- 『正直王』(企画・総合演出)
- 『全国高等学校クイズ選手権』（総監修）
- 『最強の頭脳 日本一決定戦!頭脳王』（企画、総監修）
- 『超問クイズ! 真実か?ウソか?』（スーパーバイザー）
- 『発信!情報スポットG』（企画、プロデュース）[30]
- 『サンバリュ クイズ!思い浮かベル!』（企画、プロデュース）
- 『SMAPシークレットX'masパーティー』（企画、総合演出）
- 『さんま&SMAP!美女と野獣のクリスマススペシャル』（総監修）
- 『クイズ!あなたは小学5年生より賢いの?』（スーパーバイザー）
- 『熱唱!ミリオンシンガー』（スーパーバイザー → 神声企画・監修 → 企画・総監修）
- 『ひらめきスタジアム』（演出監修）
- 『マジカル頭脳パワー2025』（企画、総合演出）
- 『歌の大辞テン2025』（企画、総合演出）

### TBSテレビ
- 『あなたは見抜けるか？ 女神の眼力！』（企画・総合演出）[31]

## 音楽活動

### 作詞・作曲
- 『小梅日記』（作詞） - 歌は小梅太夫 　 ※『GOLD配信大賞受賞』20万ダウンロード[7]
- 『愛の革命戦士』（作詞）　- 歌は桜塚やっくん[32]

### 音楽プロデュース
- 『大きな古時計／モテたい音頭』（プロデュース） - 歌はヒライケンジ [33]

## 書籍

### 漫画原作
- 『超推脳KEI 摩訶不思議事件ファイル』（週刊少年サンデー 2013年17号 - 2014年31号、小学館）
  - 単行本1巻（小学館） ISBN 978-4-09-124356-0
  - 単行本2巻（小学館） ISBN 978-4-09-124460-4
  - 単行本3巻（小学館） ISBN 978-4-09-124523-6
  - 単行本4巻（小学館） ISBN 978-4-09-124584-7
  - 単行本5巻（小学館） ISBN 978-4-09-124629-5
  - 単行本6巻（小学館） ISBN 978-4-09-125019-3
  - 単行本7巻（小学館） ISBN 978-4-09-125025-4

### 著書
- 『「視聴率男」の発想術』（2005年、宝島社）　ISBN 978-4796647724
- 『ヒット率99%の超理論』（2007年、PHP研究所）　ISBN 978-4569644820
- 『賢い! 「現実逃避」術』（2014年、PHP研究所） ISBN 978-4569819518[34][35]
- 『松本人志は日本の笑いをどう変えたのか』（水道橋博士ほか共著、2024年、宝島社）　ISBN 978-4299054296

## 出演

### テレビ
※自身の演出、プロデュース番組の出演に伴う、ごく短時間のものを除く
- テレビをよく知るテレビ（日本テレビ） - 「テレビをつくってみよう!～体験学習ドキュメンタリー」
- ウラカタ（日本テレビ）

### インターネット放送
- 桜塚やっくん追悼特番『桜塚やっくんの「男の娘ダョ！全員集合！」』（ニコニコ生放送）[36]
- 陣内智則のネタジン（YouTube） - 陣内智則と対談[37][38]
- 中田敦彦のYouTube大学（YouTube） - 中田敦彦と対談[39]

### 雑誌
- 日経ビジネス（1996年10月号、日経BP社） - 「緻密なデータで打率10割,「分かりやすく」がカギ」
- 新・調査情報（1997年3月号、TBSメディア総合研究所）
- 広告批評（1997年4月号、マドラ出版） - 「テレビは見世物小屋だ「マジカルTVパワー!?」特集」
- ぎゃらく（1997年6月号、放送批評懇談会） - 「いまの批評じゃズレズレだ!!」
- 月刊民放（1998年9月号、日本民間放送連盟） - 「視聴者の変化をどうとらえるか--メディア・リテラシー考」
- 学校運営研究（1998年10月号） - 「指導力不足教師と学校の対応策)
- 創（2000年7月号） - 「日本テレビ"独走"の検証 ; 日テレ"ヒットメーカー"7人の演出論」
- The21（2005年5月号、PHP研究所） - 「ヒットは「感性」ではなく「理詰め」で生み出す」
- The21（2005年8月～10月号、PHP研究所） - 「これが"確実にヒットを生み出す"極意だ! 「ヒット率9割男」の仕事術！五味式トレーニング」
- 文蔵（2006年11月号、PHP文庫） - 「本屋さんの歩き方」
- 日経エンタテインメント（2006年12月号、日経BP社）- 「エンタの神様の人気芸人のつくり方」[40]
- ぎゃらく（2007年1月号、放送批評懇談会） - 「TVのエンタテインメント力 五味一男×板橋順二 テレビの"笑い"はこう作れ!!」
- 日経エンタテインメント（2007年4月号、日経BP社）- 「時代を動かす100人ヒットメーカー列伝」
- プレジデント（2007年7月号） - 「実践!自利利他の交渉術」
- 調査情報（2008年、TBSメディア総合研究所） - 「"ショーケース化"する「お笑いバラエティー」の新潮流)
- 放送批評の50年（2013年、学文社）
- 週刊文春（2017年8月17日号～9月21日号、文藝春秋）　※連載「最強の五味一男イズム」[41]

### イベント
- 日本音楽事業者協会主催「あなたが選ぶ！お笑いハーベスト大賞～超爆笑キング決定戦！～」（新宿明治安田生命ホール、2015年7月11日） - 審査員[42]

#### 講演会
- ソフトバンク
- リクルート
- アサヒビール
- バンダイ
- 花王 - 「メガヒット理論～高確率でヒット商品を生み出す企画術～」[43]
- 秋元康 対談トークイベント - 「今魅力あるコンテンツとは？」[44]